# 荀悝
荀悝（？—？），字茂中，潁川潁陰人。曹魏及西晉人物。荀霬和南阳公主之子，為荀彧曾孫，曹操曾外孙，司马懿外孙。荀霬三子，曾任護軍將軍，追贈車騎大將軍。

## 生平
曾參予《王昌前母服議》的禮法議論，討論的是王昌為前母服喪的問題，荀悝站在不該服喪一方。
元康二年（公元292年），楊駿死後、被誅滅三族，株連而死的共有數千人。賈南風又命晉惠帝下詔將太后楊芷貶為庶人，圈禁於金墉城，使後軍將軍荀悝送到永寧宮，特赦免楊芷母親高都君龐氏，准許與楊芷住在一起。後龐氏與楊芷皆為賈南風所害。

## 評價
- 山濤：君清和理正。從容顧問。動可觀採。真侍衛之美者。